# ГолАЗ 6228.10
ГолАЗ 6228.10 — 15-метровий міжміський російський автобус особливо великого класу, що випускається Голіцинським автобусним заводом з літа 2006 року, після запуску у виробництво 15-метрового міського ГолАЗ 6228. Новий автобус ззовні відрізняється від своєї міської версії інтер'єром та деякими зовнішніми елементами. Як і ГолАЗ 6228, автобус випускається з усіма ходовими частинами шведської компанії Scania.

## Описання моделі
ГолАЗ 6228.10 є міжміською модифікацією ГолАЗ 6228, даний автобус призначений на міжміських рейсах, а завдяки його розмірах, комфорт та кількість пасажирів, яких він може перевезти за раз значно збільшується. За своїми габаритами, автобус є досить крупним, довжина автобуса становить трохи менше 15 метрів (міська версія мала рівно 15 у довжину), хоча новий автобус вийшов трохи нижчим за міську версію, виглядає він досить високим та сучасним. Кузов автобуса побудований на базі міської версії з деякими удосконаленнями, як-от: каркас автобуса виготовляється зі сталевих труб; обшивка кузова теж досить тривка, це сталеві оцинковані листи, ними покриті і боковини, і дах, обшите і днище автобуса, також усе це покрите антикорозійними емалями, передок і задок обшиті склопластиком, завдяки цьому ресурс роботи кузова значно підвищується (у випадку цього автобуса — не менше 12 років роботи до капітального ремонту). Сам кузов одноланковий, тримальний (усі елементи кріпляться вже на готовий каркас, а не на раму, тоді кузов був би з рамною основою); вагонного компонування, кути боковин автобуса заокруглені, у автобуса досить сучасний дизайн кузова .
Передок автобуса обшитий склопластиком, дизайн передка даної моделі має чимало схожостей зі своєю міською версією 6228. Лобове скло автобуса гнуте, безколірне та розділене навпіл. В автобусі застосовано лобове скло-«триплекс», тобто  безскалкове лобове скло, яке оббивається з обох сторін шаром пластику і у разі удару, навіть якщо розбивається, то залишається у масі, не вилітає, а осколки не можуть нікого травмувати, скло залишається у масі до заміни пошкодженого склопакета; склоочисники автобуса паралелограмного типу, мають великі щітки, відчищають досить велику площу лобового скла від опадів. Світлотехніка на передку представлена 8 фарами, з яких дві є протитуманними. Звичайні та протитуманні фари усі невеликого розміру, однак мають велику потужність та лінзове скління, від чого значно збільшується їхня далекоглядність. Протитуманні фари вбудовано у бампер автобуса, їх теж оснащують лінзовим склінням. Бампер автобуса зварний, чіткий, він не виступає за габарити кузова, у нього вбудовано протитуманні фари. На передку розміщено дві емблеми: перша, ГолАЗу, розміщена посередині передка, друга емблема — шведської фірми Scania, вказує на те, що автобус побудований на шасі саме цієї фірми. Бокові дзеркала заднього виду сферичні, видовжені, та опускаються у стилі «вуха» зайця; кожне «вухо» має по два великих дзеркала, завдяки чому водієві буде зручно контролювати ситуацію на дорозі. Над лобовим склом знаходиться передній рейсовказівник (маршрутовказівник), це просте механічне табло, яке для зручності розміщується над лобовим склом, також рейсовказівники можуть розміщуватися і по боках автобуса.
У боковинах автобуса є декілька спеціальних багажних відсіків для великогабаритної поклажі, як чемодан, наприклад, який би було недоречно і зовсім незручно тягнути до салону; з ряду ГолАЗів вже модель ГолАЗ-ЛіАЗ 5256 оснащувався подібними відсіками загальним об'ємом близько 4.5м³, у цього автобуса багажні відсіки більші майже удвічі, їхній об'єм становить 8.0 м³, а це досить багато навіть для туристичного лайнера, не те що міжміського автобуса; багажні відсіки досить місткі а також з'єднані між собою. Моторний відсік автобуса знаходиться на задньому звісі, оскільки автобуса побудований на ходових частинах Scania, він обладнується дизельним двигуном Scania DC921, потужністю 228 кіловат, автобус відповідає жорстким екологічним стандартам Euro-3. Автобус побудований на ходових частинах Scania, гальмівна система представлена такими компонентами:
- робоче гальмо (приводиться у дію натиском на педаль гальма, сповільнення також регулюється силою натиску) — пневматичне, двоконтурне, гальмівні механізми — дискові;
- зупинне гальмо (ручний важіль для утримання транспорту на одному місці під час зупинок) — ручний важіль;
- системи ABS i ASR — усі автобуси ГолАЗ мають антибуксувальну (ASR) та антиблокувальну (ABS) системи.

Підвіска автобуса пневматична, залежна; тип шасі — Scania K 94 UB, також туристичний Андаре 1000 побудований на шасі Scania (або Huindai); двигун уміщено «під підлогу», тому задній ряд сидінь розміщений на невеликому помості (через розташування двигуна). У автобуса наявне повне заднє скло, воно, як і інші склопакети у автобуса (крім лобового скла) теж тоноване. Через свої габарити, автобус є тривісним (6×2*4); кріплення коліс зустрічається як дискове, так і радіальне.
Автобус має досить серйозно видозмінений дизайн інтер'єру, у порівнянні зі своїм міським аналогом ГолАЗ 6228, оскільки його призначення зовсім інше. У автобуса забрано задні двері (він став дводверним, як ГолАЗ-ЛіАЗ 5256), а двері стали притискного типу, і відкриваються паралельно до кузова, як у справжніх туристичних лайнерів; передній двері одностулкові, задні двостулкові, стулки відкриваються притискно, поступово віддаляючись одна від одної, та й так, що дверний отвір відкривається повністю. Щодо салону — то він розрахований як на сидячих, так і стоячих пасажирів, і при тому, салон має високий рівень комфорту як для сидячих, так і стоячих людей. Підлога салону застелена суцільнотягненим лінолеумним килимом, з блискітками, у автобусі організовано високий рівень комфорту для сидячих пасажирів, який буває у туристичних лайнерів; також може стелитися ворсовий килим. Сидіння автобуса зроблені з синтетичних матеріалів, комфортабельні, високі, їхні спинки — регульовані, тому сидіння можуть розкладатися до напівлежачого стану. Крісла з боків обладнані пластиковими регульованими підлокітниками, які можуть складатися та розкладатися залежно від бажання пасажирів. Спинки крісел обладнані пластиковими відкидними міні-столиками, для тримання різних дрібних речей на них, там є і дірка для пляшки; також на спинках крісел є ручки для тримання, є і сітки для тримання різних невеликих речей; знизу наявна регульована педаль-підставка для ніг. Сидіння у салоні автобуса розташовані попарно, проте усі вони роздільного типу, ззаду розташовано «диван» з 5 крісел, що розміщений на невеликому помості через розташування двигуна. Усього у салоні наявно 63 сидячих місць, така велика кількість наявна через крупні габаритні розміри. Автобус також розрахований на перевезення стоячих пасажирів, тому у салоні розташовано горизонтальні поручні, за які б трималися стоячі пасажири, автобус розрахований ще на 32 стоячих місця.
Комфорт перевезення у даного автобуса, як такого досить високий. У автобуса не наявні сервіс-блоки зверху на спеціальній панелі, однак на автобус може встановлюватися досить широкий вибір додаткових опцій, які дороблять його рівень комфорту майже до туристичного. У автобуса наявна спеціальна панель зверху, на яку пасажири можуть покласти дрібну поклажу, як сумки. У автобуса можуть встановлюватися рідкокристалічні VCD-телевізори, які здатні відтворювати відеозаписи з касет та дисків. Автобус обладнаний тонованими склопакетами, що значно підвищує комфорт перевезення пасажирів, на бокових вікнах стоять завіски як захист від сонця. У автобуса можливе встановлення системи кондиціонування повітря «Thermo King» (якщо у автобуса встановлюється кондиціонер). Узагалі, окрім кондиціонера, у автобуса система вентиляції представлена зсувними кватирками на бокових вікнах, також є обдувні люки на даху. Система опалення представлена тепловими завісами дверей, також є підігрівач Eberspάcher. Освітлення у салоні відбувається завдяки плафоновим світильникам, що розміщуються на даху уздовж усього салону. У автобуса досить хороша шумоізоляція салону, завдяки шумоізоляції моторного відсіку та хорошій якості двигуна.
Місце водія не має перегородки від салону, тому і кабіни як такої немає. Дизайн місця водія дуже уподібнений до міської версії ГолАЗ 6228.10, загалом місце водія досить зручне для користування. Крісло водія розташоване на невеликому помості для кращого контролю за ситуацією на дорозі. Приладова панель у автобуса напівкругла і досить зручна для водія, вона зроблена з пластику. Під вхід та вихід водія не облаштовано спеціальних дверей, тому зліва від крісла водія є додаткова панель з приладами. Більшість необхідних для керування клавіш розташовуються по боках приладової панелі, на правій колонці, окрім клавіші розташоване радіо та керування кондиціонером/опалювачем. Показникові прилади розміщені в центрі приладової панелі, вони не відрізняються від тих, що встановлюються на ГолАЗ 6228. Усі прилади оснащуються індивідуальною підсвіткою (як і кожна клавіша); тахометр має спеціальні проміжні забарвлення, що вказують на безпечну кількість обертів, допоміжні прилади, як розігрів двигуна, маслометр, бензинометр та інші розміщені зліва. Спідометр великого розміру, має оцифровку до 125 км/год, також під ним є спеціальний годинник (показує час), одометр, що розміщений під циферблатом спідометра звичайний, не електронний. Водійське крісло комфортабельне, має підголівник та підлокітник для більшого комфорту, крісло водія має регульовану спинку та регулюється у висоту, як і пасажирські, воно зроблене з синтетичних матеріалів. Кермова колонка — ZF 8098 Servocom з гідропідсилювачем керма, яка використовується у багатьох сучасних європейських автобусів та тролейбусів. Проблема кількох підрульових важелів вирішена об'єднанням їх у два мультиважелі, по одному з кожного боку. У автобуса автоматична коробка передач від ZF, від чого керування автобусом полегшиться, логічно, педаль зчеплення теж відсутня, тому керування рухом відбувається за допомогою двох педалей — акселератора та гальма. Максимальний комфорт за ситуацією на дорозі створюють «вухасті» бокові дзеркала заднього виду заднього виду.

## Переваги моделі 6228.10
У моделі 6228.10 є чимало переваг:
- автобус є досить крупним, він може перевозити великі маси пасажирів на міжміських маршрутах;
- сучасний дизайн;
- побудування кузова на шасі Scania;
- ресурс кузова не менше 12 років;
- сталевий каркас, обшивка з сталевих оцинкованих листів;
- безскалкове лобове скло;
- сферичні, «вухасті» бокові дзеркала заднього виду з додатковими дзеркалами;
- двері притискного типу, що розкриваються паралельно до кузова;
- місткі багажні відсіки (об'єм 8.0 м³);
- антиблокувальні і антибуксувальні гальмівні системи;
- сучасне обладнання салону на перевезення 95 пасажирів (63 сидячих);
- регульовані крісла з обладнанням як у туристичних лайнерів;
- додаткові можливості встановлення різної додаткової техніки у салоні;
- хороша шумоізоляція салону;
- тоновані склопакети та завіски на вікнах;
- сучасне обладнання місця водія;
- автоматична коробка передач.

Автобус ГолАЗ 6228.10 має декілька додаткових можливостей, завдяки яким комфорт автобуса не буде поступатися комфорту сучасного туристичного лайнера:
- встановлення кондиціонера та системи кондиціонування «Thermo King»;
- встановлення рідкокристалічних телевізорів у салоні;
- облаштування кухні

## Технічні характеристики
| ГолАЗ 6228.10                            | ГолАЗ 6228.10                                                                     |
| ---------------------------------------- | --------------------------------------------------------------------------------- |
| Загальні дані                            |                                                                                   |
| Модель                                   | ГолАЗ 6228.10                                                                     |
| Клас                                     | міжміський автобус                                                                |
| Виробник                                 | Голіцинський автобусний завод                                                     |
| Серійний випуск з, рік                   | літо 2006                                                                         |
| Міська версія                            | ГолАЗ 6228                                                                        |
| Кузов                                    |                                                                                   |
| Кузов (загальне описання)                | одноланкового типу, вагонного компонування                                        |
| Каркас кузова                            | неіржавкі сталеві труби                                                           |
| Обшивка                                  | сталеві оцинковані листи                                                          |
| Личкування передка і задка               | склопластик                                                                       |
| Ресурс роботи кузова, не менше ніж, роки | 12                                                                                |
| Габаритні розміри                        |                                                                                   |
| Довжина, мм                              | 14992                                                                             |
| Ширина, мм                               | 2550                                                                              |
| Висота, мм                               | 3050                                                                              |
| Поворотний діаметр, не менше             | 12.0 метри                                                                        |
| Колісна база, мм                         | 7240+1500                                                                         |
| Споряджена маса, кг                      | 15300                                                                             |
| Повна маса, кг                           | 22990                                                                             |
| Елементи ззовні                          |                                                                                   |
| Світлотехніка (передок)                  | 8 фар (з них 2 протитуманні)                                                      |
| Бампер                                   | заварний, нечіткоокреслений                                                       |
| Вітрове скло                             | роздільне, триплекс (безскалкове)                                                 |
| Бокові дзеркала заднього виду            | сферичні, звішуються у стилі «вуха зайця»                                         |
| Маршрутовказівники                       | звичайні табло, також можуть розміщуватися з боків (детальніше у описанні моделі) |
| Розташування двигуна                     | задній звис (тобто задок), уміщений під підлогу                                   |
| Колеса                                   | 295/80R×22.5 (радіальні і дискові кріплення)                                      |
| Осі, штук                                | тривісний (6×2*4)                                                                 |
| Багажні відсіки у боковинах              | наявні                                                                            |
| Об'єм багажних відсіків, м³              | 8.0                                                                               |
| Шасі                                     |                                                                                   |
| Задня підвіска                           | залежна пневматична                                                               |
| Шасі                                     | Scania K 94 UB                                                                    |
| ABS                                      | наявна                                                                            |
| ASR                                      | наявна                                                                            |
| Салон                                    |                                                                                   |
| Кількість дверей і тип                   | 2 одно/двостулкові, притискного типу                                              |
| Ширина передніх дверей, см               | 72.0                                                                              |
| Ширина середніх дверей, см               | 135.0                                                                             |
| Настил підлоги                           | лінолеум, ворс                                                                    |
| Сидіння                                  | м'які, роздільні, з відкидними міністоликами, регульовані                         |
| Кількість сидінь                         | 63 (це не повна місткість бо на стоячі теж розрахований)                          |
| Висота салону, см                        | 198                                                                               |
| Повна місткість, чол                     | 95                                                                                |
| Освітлення у салоні                      | плафонові світильники на даху                                                     |
| Вентиляція у салоні                      | через зсувні кватирки, обдувні люки, кондиціонер Thermo King (можливий)           |
| Опалення у салоні                        | конвекторного типу, система Eberspacher                                           |
| Сервіс-блоки                             | немає                                                                             |
| Кухня                                    | можлива додатково                                                                 |
| LCD-телевізори                           | можливі додатково                                                                 |
| Туалет                                   | можливий додатково                                                                |
| Місце водія                              |                                                                                   |
| Вентиляція біля сидіння водія            | через зсувну кватирку                                                             |
| Крісло водія                             | комфортне, м'яке з підресорами; регулюється в глибину і в висоту                  |
| Приладова панель                         | у формі напівкруга з твердого пластику                                            |
| Кермова система                          | ZF 8098 Servocom (з гідропідсилювачем)                                            |
| Педалі                                   | Wabco, гідромеханічні, 2                                                          |
| Коробка передач                          | автоматична ZF -5HP 602C                                                          |
| Кількість ступенів КПП                   | 5+1 (6)                                                                           |
| Двигун і динамічні характеристики        |                                                                                   |
| Тип палива                               | дизель                                                                            |
| Марка двигуна (для ГолАЗ 6228.10)        | Scania DC921 чотиритактний (шасі Scania)                                          |
| Потужність, кіловат                      | 228                                                                               |
| Робочий об'єм, літри                     | 8.87                                                                              |
| Кількість циліндрів, штук                | 8                                                                                 |
| Максимальний обертальний момент, Н×м     | 1355 (при 1350 хв-1)                                                              |
| Місткість паливного бака, літри          | 300                                                                               |
| Відповідність нормам щодо викидів        | Euro-3                                                                            |
| Максимальна швидкість руху, км/год       | 110                                                                               |